# Distrikt Ragash
Der Distrikt Ragash liegt in der Provinz Sihuas in der Region Ancash in West-Peru. Der Distrikt wurde am 12. Dezember 1963 gegründet. Er besitzt eine Fläche von 209 km². Beim Zensus 2017 wurden 2447 Einwohner gezählt. Im Jahr 1993 lag die Einwohnerzahl bei 3099, im Jahr 2007 bei 2769. Die Distriktverwaltung befindet sich in der etwa 3500 m hoch gelegenen Ortschaft Ragash mit 371 Einwohnern (Stand 2017). Ragash liegt 4,5 km nordwestlich der Provinzhauptstadt Sihuas.

## Geographische Lage
Der Distrikt Ragash liegt im Nordwesten der Provinz Sihuas. Die westliche Distriktgrenze verläuft entlang der kontinentalen Wasserscheide. Das Areal wird über die Flüsse Río Actuy und Río Sihuas nach Osten entwässert.
Der Distrikt Ragash grenzt im Westen an den Distrikt Cusca (Provinz Corongo), im Nordwesten an den Distrikt Conchucos (Provinz Pallasca), im Nordosten an den Distrikt Chingalpo, im Osten an den Distrikt Huayllabamba sowie im Südosten an die Distrikte Sihuas und Cashapampa.